# Ferrières (Tarn)
Ferrières  (okzitanisch: Ferrièiras) ist eine Commune déléguée in der französischen Gemeinde Fontrieu mit 157 Einwohnern (Stand: 1. Januar 2018). Seit dem 1. Januar 2016 ist die Ortschaft und zuvor selbständige Gemeinde ein Teil (commune déléguée) der Gemeinde Fontrieu im Département Tarn und im Arrondissement Castres.

## Lage
Ferrières liegt etwa 17 Kilometer ostnordöstlich von Castres und etwa 38 Kilometer südsüdöstlich von Albi in den Bergen von Lacaune.

## Bevölkerungsentwicklung
| Jahr                       | 1962 | 1968 | 1975 | 1982 | 1990 | 1999 | 2006 | 2012 | 2018 |
| Einwohner                  | 253  | 207  | 175  | 196  | 180  | 150  | 147  | 138  | 157  |
| Quellen: Cassini und INSEE |      |      |      |      |      |      |      |      |      |

## Sehenswürdigkeiten
- Burg aus dem 12. Jahrhundert

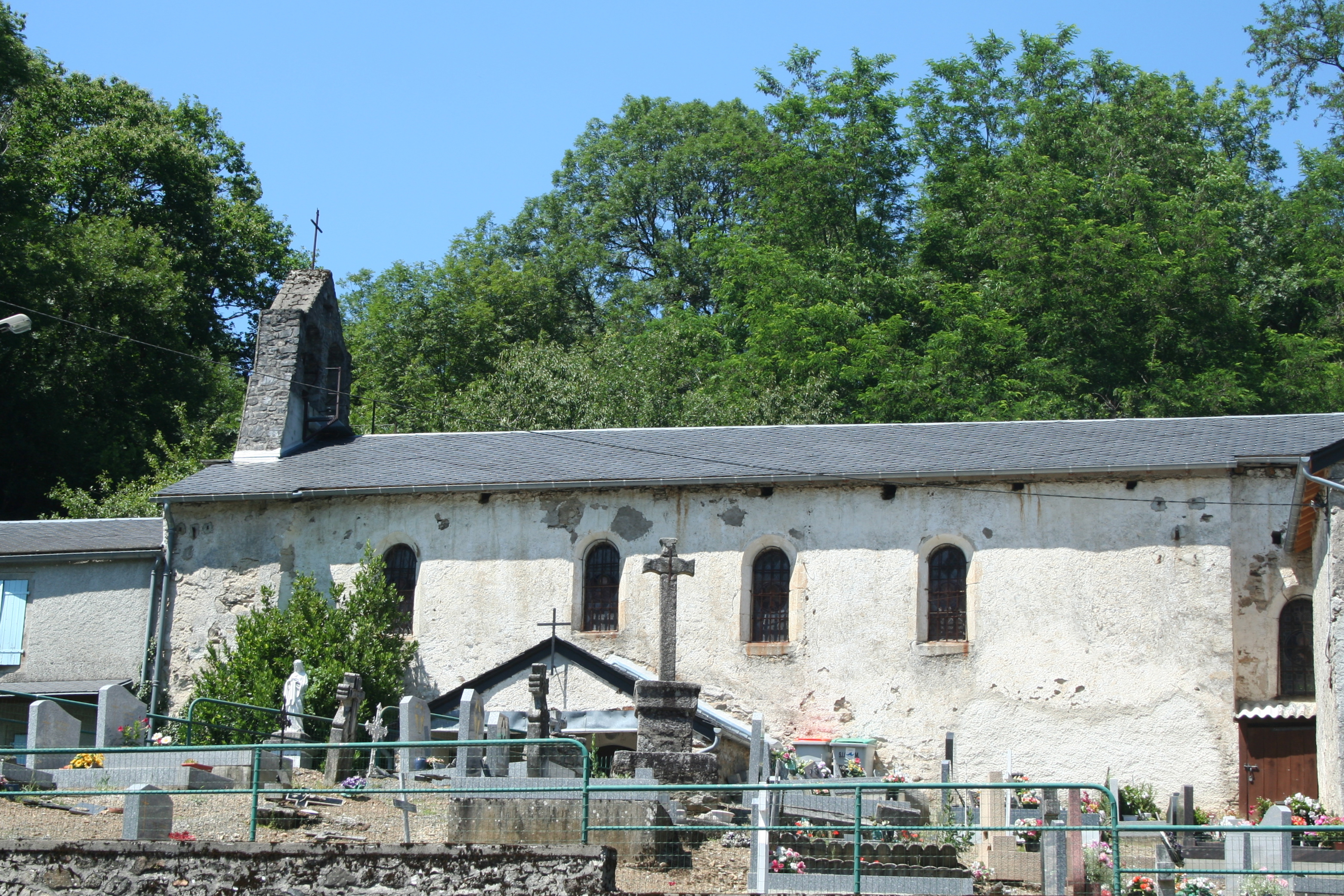
Kirche
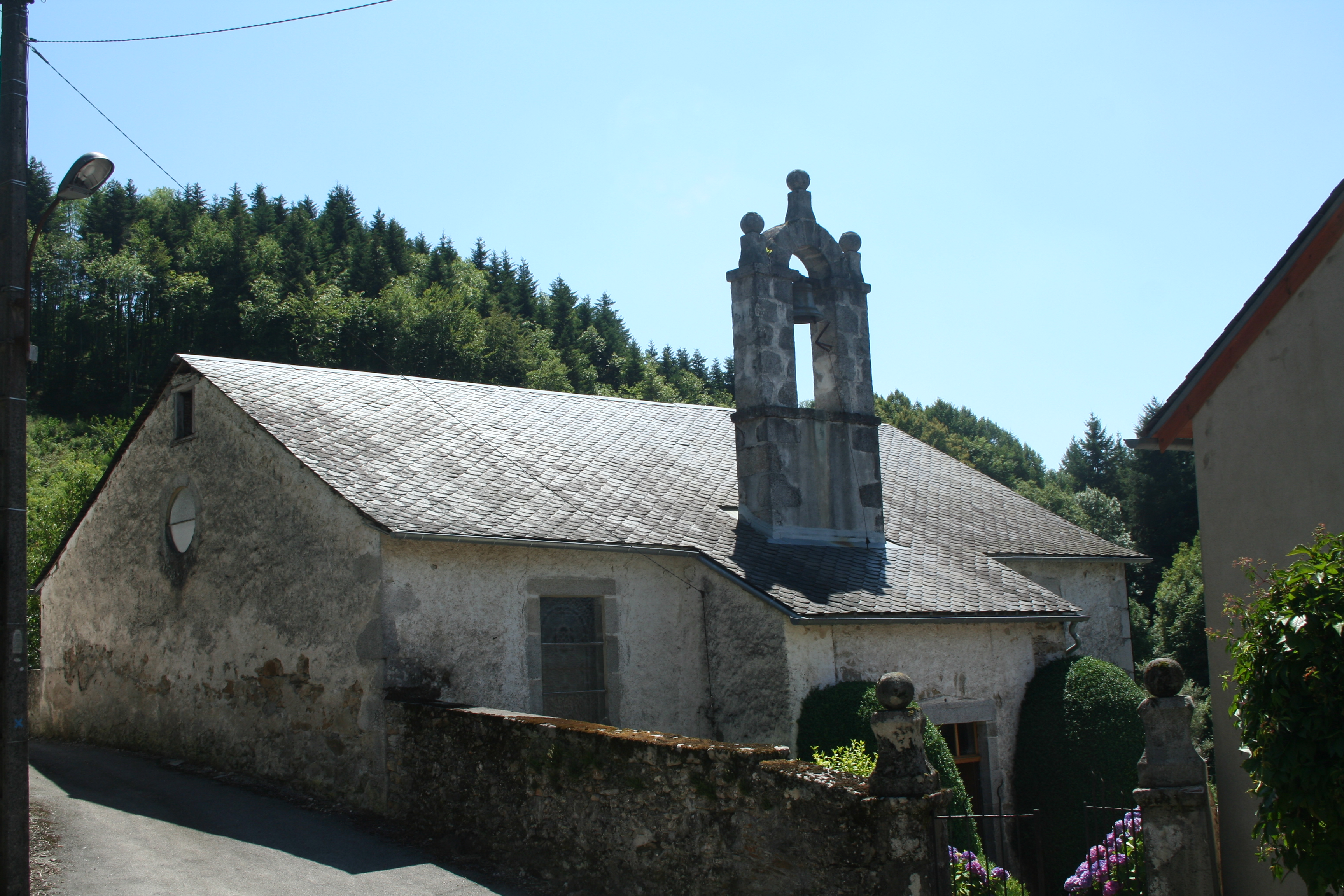
protestantische Kirche
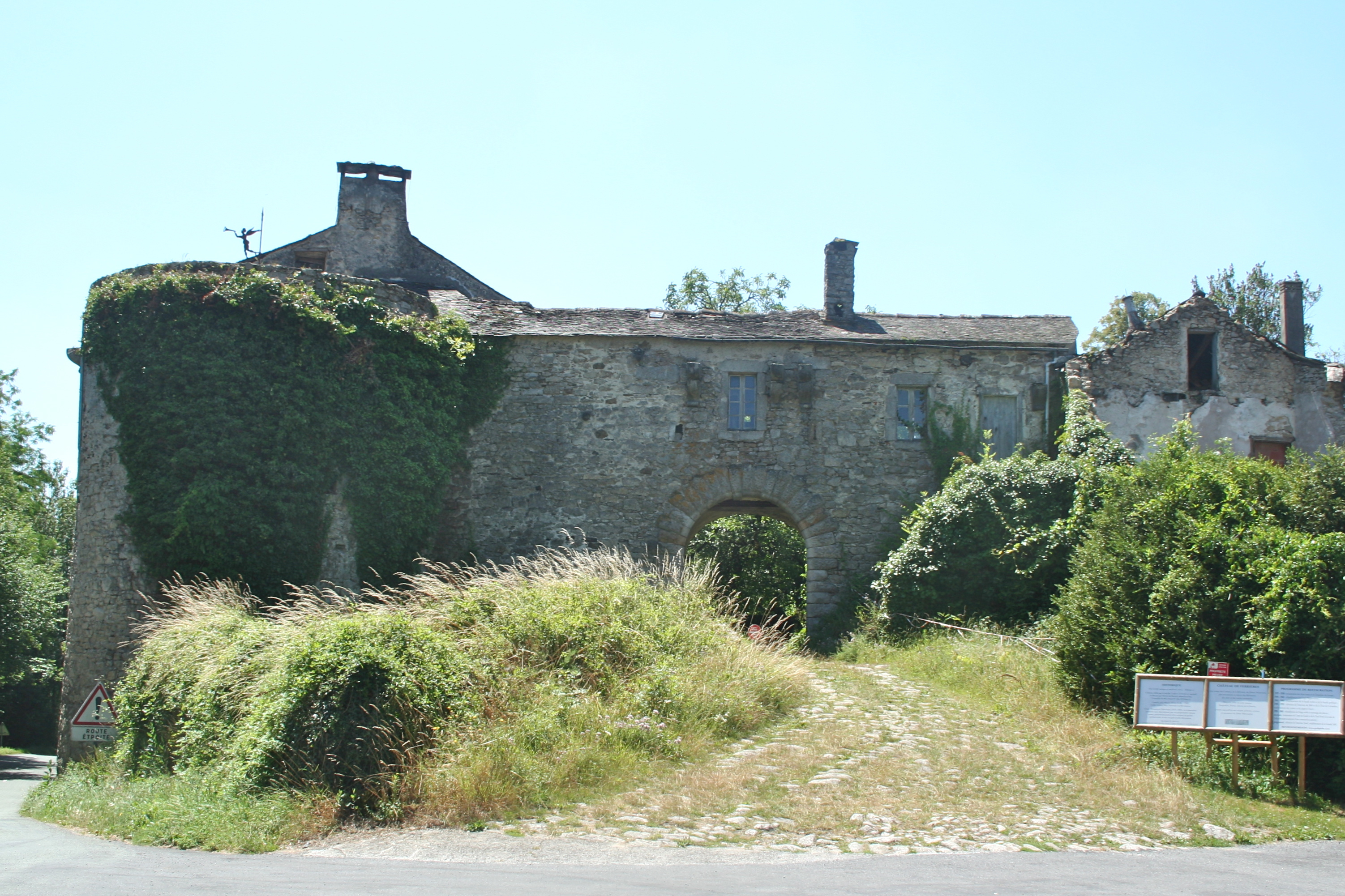
Museum

- Kirche
- Protestantische Kirche
- Burg